# Bakewell
Bakewell è un paese di 3 979 abitanti della contea del Derbyshire, in Inghilterra, famoso per i suoi dolci che prendono il nome di Bakewell pudding